# Leucicorus
Leucicorus is een geslacht van straalvinnige vissen uit de familie van naaldvissen (Ophidiidae).

## Soorten
- Leucicorus atlanticus Nielsen, 1975.
- Leucicorus lusciosus Garman, 1899.